# Logan Echolls
Logan Echolls è un personaggio della serie televisiva Veronica Mars. È interpretato da Jason Dohring.

## Biografia
All'inizio della serie Logan Echolls viene descritto come il classico bullo ricco e viziato, una specie di nemesi di ciò che Veronica è e rappresenta. Col procedere degli episodi però verranno fuori alcuni elementi che metteranno il personaggio di Logan sotto una luce ben diversa.
Figlio di Aaron Echolls, vecchia gloria di hollywood e Linn, Logan ha anche una sorellastra Trina Echolls, che lasciò casa diversi anni prima per tentare la carriera di attrice con scarsi risultati. Logan fin da piccolo ha subito diversi abusi da parte del padre, che era solito picchiarlo con la cintura, anche quando il ragazzo era già cresciuto. Conseguenza di ciò è l'odio profondo e incondizionato che Logan prova per il padre e che non riesce assolutamente a mascherare. Odio che si acuisce ancora di più, quando in seguito alle azioni di Aaron, l'amata madre, Linn, si suicida.
A causa della notorietà del padre, anche la vita di Logan è sempre stata messa in pubblica piazza. Questo gli risulterà molto difficile soprattutto quando Aaron verrà arrestato (e in seguito rilasciato) per l'omicidio di Lilly Kane. Una volta scagionato Aaron tenterà un ultimo approccio col figlio, minacciando di togliergli tutte le numerose entrate economiche di famiglia, con l'unico risultato di perdere definitivamente la stima del figlio. In seguito quando Aaron viene assassinato, Logan non mostra alcun rimpianto. In seguito si scoprirà che Logan ha un fratello Charlie Stone, avuto dal padre in una relazione extra-coniugale.
Il rapporto di Logan con Veronica è uno dei punti sul quale ruota l'intera serie. Inizialmente i due provano un'antipatia reciproca l'uno nei confronti dell'altra, anche se in alcuni episodi Veronica ripensando al  passato fa capire che fin da piccoli erano stati molto amici. Veronica lo considera una persona stupida e vuota, aderendo allo stereotipo del ragazzo "ricco e viziato". Logan dal canto suo nutre rancore nei confronti di Veronica per svariati motivi. In primis, Veronica disse a Lily, la sua migliore amica, di aver visto Logan baciare un'altra ragazza (cosa per altro vera). Questo evento mandò a rotoli la relazione fra Logan e Lily. In seguito quando poi Keith Mars inserì nella lista degli indagati anche Jake Kane, il padre di Duncan, i 09ers misero Veronica davanti a una scelta: o stare con loro o dalla parte del padre. Veronica, ovviamente si schierò dalla parte del padre e divenne l'oggetto dell'odio dei 09ers, e Logan in primis.
Le cose fra i due cominciano a prendere un'altra piega, quando Logan assume Veronica per scoprire se la madre si è suicidata davvero. Nei momenti di maggior sconforto, Logan troverà sempre Veronica al suo fianco a consolarlo. In seguito, durante una delle sue investigazioni Veronica, in pericolo di vita, verrà salvata proprio da Logan. In quell'occasione i due si scambieranno un lungo bacio e cominceranno a vedersi di nascosto, per paura della reazione che potrebbe avere Duncan, amico di entrambi. I due si lasceranno quando Veronica sospetterà di essere stata violentata proprio da Logan tempo prima, affermazione che dopo alcune indagini di Veronica si rivelerà falsa, in quanto la ragazza ha avuto un rapporto consensuale con Duncan. I due torneranno insieme, ma sempre per poco tempo. Durante l'ultima puntata della serie i due si lasciano dopo la scoperta di Veronica  che l'alibi di Logan per l'omicidio di Lilly, non sta più in piedi. Comunica ciò allo sceriffo che dopo un interrogatorio lo rimanda  casa. Durante l'interrogatorio Logan usa la chiamata a disposizione per chiamare Veronica e chiederle aiuto. Lo sceriffo ascolta la chiamata e gli rivela che è stata proprio lei a farlo arrestare, perciò Logan infuriato la incontra in spiaggia attaccandola. Tra loro sembra finita per sempre.
Durante la prima puntata della seconda stagione, ci sono numerosi flashback che ci mostrano l'estate di Veronica appena trascorsa. La sera stessa in cui Veronica scopre l'assassino della sua migliore amica, Logan durante la notte bussa a casa sua ferito e picchiato a sangue dai PHCers . Veronica lo accudisce e lo cura e lui le rivela che è stato accusato dell'omicidio di Felix. Veronica rimane accanto a lui per tutto il processo e per grande parte dell'estate, ma a causa dei comportamenti sregolati di Logan a causa dei suoi "traumi" la ragazza decide di chiudere la relazione con Logan, con suo grande disappunto
Successivamente il rapporto di amore e odio fra Veronica e Logan diverrà sempre più complesso, complicato dalla fiamma ri scoccata fra la ragazza e Duncan, migliore amico di Logan. Quando Duncan, verso la fine della seconda serie, lascerà Neptune per scappare in Australia con la figlia avuta dalla sua ex ragazza Meg Manning uccisa dallo scuolabus caduto, i rapporti tra Logan e Veronica saranno molto ridotti. Sia a causa della relazione del ragazzo con Kendall Casablanca, la moglie del padre di Dick Casablanca e di Cassidy Casablanca, e anche per la successiva relazione di lui con Hannah Griffith che poi a causa della relazione con il ragazzo verrà mandata in collegio. Durante l'ultimo ballo però Logan farà capire a Veronica di provare ancora dei forti sentimenti per lei e definirà la loro storia "Epica". Veronica scappa confusa e quando la mattina dopo torna da Logan per dirgli che vorrebbe frequentarlo di nuovo dopo l'estate, il ragazzo rivelerà di non ricordare più nulla e di aver passato la notte con Kendall Casablanca. Quando però Veronica sarà in pericolo di vita, a causa di Cassidy lui la salverà e la loro relazione riprenderà inizio.
Per quasi tutta la terza serie i due saranno una coppia relativamente affiatata (lei tende a soffrire di gelosia ossessiva, lui tende a mantenere troppi segreti). Ci saranno infatti numerose rotture. 
La rottura definitiva ci sarà quando Veronica scoprirà che Logan è stato con Madison Sinclair in un periodo nel quale i due avevano rotto. La cosa la ferirà particolarmente , a causa dell'odio profondo tra lei e Madison (Anche senza esserne consapevole, era stata la causa dello stupro di Veronica da parte di Cassidy), e i due si lasceranno piuttosto male. In seguito Veronica si metterà con Piz, e Logan con Parker. Ma i sentimenti del ragazzo nei confronti di Veronica rimarranno invariati al punto che anche Parker se ne renderà conto e lascerà Logan, anche Veronica non è del tutto convinta di non provare più niente per Logan data la sua gelosia nel vederlo con l'amica Parker . L'ultima scena in cui i due Logan e Veronica si vedono insieme è piuttosto ambigua, si vede chiaramente uno sguardo di Veronica rivolto a Logan e con uno scambio di battute, che lascia intendere che anche da parte di Veronica i sentimenti per il ragazzo non sono del tutto spariti.
Logan appare nell'adattamento cinematografico della serie, nove anni dopo gli eventi della terza stagione, Logan è diventato un tenente della marina militare. Purtroppo viene incriminato per l'omicidio di Carrie Bishop, per questo chiede aiuto a Veronica, che ora vive a New York con Piz col quale ora ha una relazione stabile. Veronica lo aiuta, la relazione tra lei e Piz si chiude dato che lei non vuole ancora tornare a New York, quindi lui la lascia. Veronica bacia Logan e i due finiscono a letto insieme, capendo di non aver mai smesso di amarsi. Veronica scopre chi sono i veri responsabili della morte di Carrie, scagionando Logan. Quest'ultimo torna in marina, promettendo a Veronica di ritornare da lei.
Nella quarta stagione, ambientata quindici anni dopo gli avvenimenti della prima, Logan si divide tra le missioni segrete per conto della Marina e la storia con Veronica, con la quale convive a Neptune insieme al loro cane, Pony. Di ritorno da uno dei suoi viaggi, Logan chiede a Veronica di sposarlo. Lei rifiuta, ma Logan sembra non accusare il colpo, dando il merito della sua nuova stabilità emotiva a Jane, l'analista con cui affronta una terapia. 
Logan gestisce bene anche la gelosia nei confronti di Leo che sembra ancora provare dell'attrazione, in parte ricambiata, per Veronica. Logan avrà modo di rivedere Parker, e nonostante la loro rottura i due conversano in maniera amichevole, tanto che Parker si congratula con lui per le sue imminenti nozze con Veronica augurandogli di godersi con lei i bei momenti che trascorreranno insieme, infatti Varonica dopo aver rischiato la vita nel corso di un'indagine, decide di sposare Logan. Pochi istanti dopo il matrimonio, tuttavia, l'auto di Veronica esploderà, causando la morte di Logan.
Un anno dopo, Veronica si reca dalla terapista di Logan, salutando il padre e Neptune, e ricevendo un messaggio in cui Logan spiegava le ragioni per cui non avrebbe sposato nessun'altra che lei.

## Apparizioni
- Logan Echolls (Jason Dohring) è apparso in tutti gli episodi della serie eccetto che per l'1.8, 1.9, 1.11 e 1.16.
- Appare anche nel film: Veronica Mars - Il film